# Confine tra Azerbaigian e Russia
Il confine tra l’Azerbaigian e la Russia descrive la linea di demarcazione tra questi due Stati. Ha una lunghezza di 284 km.
Questo confine è il più meridionale della Federazione Russa. Prima del 1991, questo confine divideva la Repubblica Socialista Federativa Sovietica Russa (inclusa la RSSA Daghestana) e la RSS Azera.

## Descrizione
Il confine inizia a ovest al triplice confine con la Georgia e procede in direzione sud-est lungo varie creste montuose della catena del Caucaso, per poi curvare verso nord-est circa a metà del percorso e proseguire lungo la valle del fiume Samur fino al delta del Samur sulla costa del Mar Caspio. Il monte Bazardüzü, la vetta più alta sia del Daghestan che dell'Azerbaigian, si trova lungo il confine. Parti del confine sono recintate e dotate di infrastrutture tecniche, tra cui filo spinato, sensori e telecamere.

## Storia
Il confine fu concordato per iscritto a Baku il 3 ottobre 2010. In particolare, questo veniva previsto dall’articolo 7 del contratto sottoscritto dai due Stati divenuto poi vigente il 18 luglio 2011.
Il disegno dei confini causò aspre critiche dai deputati del Duma di Stato in Russia da parte del Partito Comunista. Il governatore del Daghestan dichiarò che "il Daghestan non aveva perso nulla, ma ne aveva guadagnato".

## Caratteristiche
La Russia e l’Azerbaigian sono divisi da varie dogane, le quali ripartiscono il traffico stradale, ferroviario e pedonale da una parte all’altra. Il confine è sezionabile in tre tronconi:
- La zona montuosa;
- La zona pedemontana (attraversata dal fiume Samur);
- Le pianure disegnate dal delta del fiume Samur nella depressione caspica). Non mancano in vari punti delle barriere di separazione, costituite da filo spinato, sensori e videocamere di sorveglianza.